# 真蝦下目
真蝦下目（學名：Caridea），是抱卵亞目的其中一個下目。這類動物在淡水和海水環境中都有分佈。人們日常所知的蝦多指這類動物。

## 科學分類
截至2018年6月14日，WoRMS紀錄真蝦下目包括下列各個總科：
- 槍蝦總科 Alpheoidea Rafinesque, 1815
- 阿爾文蝦科Alvinocarididae Mejía-Ortíz, Yañez & López-Mejía, 2017
- 匙指蝦總科 Atyoidea De Haan, 1849 [in De Haan, 1833-1850
- 臂蝦總科（英语：Bresilioidea） Bresilioidea Calman, 1896
- 彎背蝦總科（英语：Campylonotoidea） Campylonotoidea Sollaud, 1913
- 褐蝦總科（英语：Crangonoidea） Crangonoidea Haworth, 1825
- 線足蝦總科（英语：Nematocarcinoidea） Nematocarcinoidea Smith, 1884
- 刺蝦總科（英语：Oplophoroidea） Oplophoroidea Dana, 1852
- 長臂蝦總科 Palaemonoidea Rafinesque, 1815
- 長額蝦總科 Pandaloidea Haworth, 1825
- 玻璃蝦總科 Pasiphaeoidea Dana, 1852
- 寬背蝦總科（英语：Physetocaridoidea） Physetocaridoidea Chace, 1940
- 異指蝦總科（英语：Processoidea） Processoidea Ortmann, 1896
- 剪足蝦總科（英语：Psalidopodoidea） Psalidopodoidea Wood-Mason [in Wood-Mason & Alcock, 1892]
- 棒指蝦總科（英语：Stylodactyloidea） Stylodactyloidea Spence Bate, 1888

異名
- 嘎拉蝦總科（英语：Galatheacaridoidea） Galatheacaridoidea：有疑問的分類單元，可視為線足蝦總科的異名。整個總科只有一個有存在疑問的物種。

## 外部連結
- 維基物種上的相關：真蝦下目